# Renée Simonsen
Renée Toft Simonsen (* 12. Mai 1965 in Aarhus, Dänemark) ist ein Supermodel der 1980er Jahre und Kinderbuchautorin.

## Leben

### Karriere als Model
1981 begleitete Simonsen eine Freundin zu einem Schönheitswettbewerb. Dort wurde die Moderedakteurin Birte Strandgaard auf Simonsen aufmerksam und bat den Fotografen Leif Nygaard Fotos von ihr zu machen. Simonsen nahm am Ekstra Bladet-Contest teil und belegte den 2. Platz. Eileen Ford von der New Yorker Modelagentur Ford Models entdeckte Simonsen und war von ihr begeistert. Da Simonsen zu diesem Zeitpunkt erst 16 Jahre alt war, setzte sie zunächst ihre Schulausbildung fort. Im Juli 1981 erschien das erste Titelbild mit Simonsen für die dänische Zeitschrift Fotokino.
1982 nahm Simonsen wiederum am Ekstra-Bladets-Schönheitswettbewerb teil und gewann. Daraufhin vertrat sie Dänemark bei dem Schönheitswettbewerb Supermodel of the World und gewann den Wettbewerb.
In der Dezember-Ausgabe der amerikanischen Vogue erschien eine 20-seitige Modestrecke mit dem Titel „A real change of pace“ mit Simonsen und ihrer damaligen Mitbewohnerin Talisa Soto, fotografiert von Andrea Blanch.
Ab 1983 war Simonsen auf den Titelseiten der Vogue, der Cosmopolitan, der Elle und des Harper’s Bazaar abgebildet, so zum Beispiel im Februar 1983 auf der Titelseite der französischen Vogue, fotografiert von Albert Watson. Für die deutsche Ausgabe der Vogue wurde sie Titelmädchen im März, April und September.
1985 lernte Simonsen den Bassisten John Taylor der Pop-Gruppe Duran Duran kennen und begann eine Beziehung mit dem Musiker. Sie machte erste Erfahrungen als Schauspielerin in dem Carlo-Vanzina-Film Sotto il vestito niente (The Last Shot), in dem sie eine psychopathische Mörderin spielte. Der Film wurde allerdings kein Erfolg und erschien in Deutschland nur auf Video.
1987 drehte sie ihren zweiten Film, wieder unter der Regie von Carlo Vanzina. Die Komödie Via Montenapoleone mit Carol Alt floppte aber ebenso wie Simonsens erster Film. 1988 zog sich Simonsen nach der Trennung von John Taylor für drei Monate in ein israelisches Kibbuz zurück. Im Jahr darauf erklärte Simonsen ihre Modelkarriere für beendet und begann in Dänemark ein Psychologie-Studium. Bereits 1991 nahm Simonsen wieder Model-Verträge an und arbeitete unter anderem für Vichy. 1993 wurde Simonsen das Gesicht der neuen Werbekampagne der L’Oréal-Marke Biotherm.

### Karriere als Autorin
Ab 1997 arbeitete sie als Moderedakteurin für die dänische Zeitschrift Asschenfeldts Magasin. Die Zeitschrift wurde allerdings nach nur wenigen Ausgaben wieder vom Markt genommen. 2002 beendete Simonsen ihr Psychologiestudium mit Erfolg, ein Jahr später warb sie für das französische Kosmetikunternehmen Clarins und veröffentlichte ihr erstes Kinderbuch Karlas kabale. Der zweite Band, Karla og Katrine, erschien 2004. Nach einem Umzug von Dänemark nach Spanien erschien 2005 das dritte Buch, Karlas svaere valg, in dem es um die Integration von Ausländern geht. Noch im selben Jahr veröffentlichte Simonsen ein weiteres Kinderbuch, Anthony Greenwood og den amerikanske præsident, das 2006 für den dänischen Buchpreis „Orla“ nominiert wird. Simonens erstes Buch, Karlas kabale wurde 2007 verfilmt. Im August 2007 erschien ihr erster Roman, Tirsdag Formiddag (Dienstagvormittag).

### Familie
Nach dem Ende der Beziehung zu John Taylor lernte Simonsen 1990 den dänischen Fischexporteur Kristian Sandvad kennen. Aus der Beziehung gingen eine Tochter (* 1993) und ein Sohn (* 1995) hervor. Ende 1995 trennte sich Simonsen von Sandvad und begann eine Beziehung mit dem Musiker Thomas Helmig, den sie im Sommer 2000 heiratete. 1998 wurde der gemeinsame Sohn Hugo Helmig geboren.

## Filmografie
- 1985: Sotto il vestito niente
- 1987: Via Montenapoleone

## Veröffentlichungen
- Karlas kabale, Børnebog, 2003
- Karla og Katrine, Børnebog, 2004
- Anthony Greenwood og den amerikanske præsident, Børnebog, 2005
- Karlas svære valg, Børnebog, 2005
- Karla og Jonas, Børnebog, 2006
- Den sejeste, Børnebog, 2006
- Lillebror & kysse-kvælerslangen, Børnebog, 2006
- Lillebror & Silver, Børnebog, 2006
- Karlas venindebog, 2006
- Anthony Greenwood og gidslet i Afrika, Børnebog, 2007
- Tirsdag formiddag, 2007
- Kære dagbog, 2007